# Гендрік Марсман
Гендрік Марсман (нід. Hendrik Marsman; *30 вересня 1899, Зейст, Утрехт, Нідерланди — 21 червня 1940, Ла-Манш) — нідерландський поет, письменник та перекладач 1-ї половини XX століття. Трагічно загинув — потонув, рятуючись втечею до Великої Британії, коли на Нідерланди напала нацистська Німеччина — судно, на якому їхав, було торпедоване німецьким підводним човном.
Поезія Г. Марсмана — життєствердна і експресіоністська. Страх, у першу чергу смерті, у творчості поета є постійною темою і своєрідною метафорою життєвої поразки. 
Відомим рядком з Марсмана (з поеми Herinnering aan Holland «На пам'ять про Голландію») став: Denkend aan Holland zie ik breede rivieren traag door oneindig laagland gaan («Думаючи про Голландію, я бачу широкі річки, що повільно рухаються нескінченними низовинами»). У 2000 нідерландці обрали цей твір поета як «голландську Поему століття».
У 1927 році за Paradise regained Гендрік Марсман отримав престижну в Нідерландах «Премію Амстердама» (Prijs van Amsterdam), у 1936 році — був удостоєний нагороди Lucy B. en C.W. van der Hoogt Prijs за Porta Nigra.
В червні 1940 року Марсман разом з дружиною та іншими двадцятьма нідерландськими і бельгійськими біженцями сів на борт торгового пароплава Berenice і вирушив в Британію. 21 червня пароплав був потоплений німецьким підводним човном U-65. Марсман, 20 інших пасажирів і 18 з 25 членів екіпажу загинули. Єдиним вцілілим пасажиром була дружина Марсмана Ріна Луїза.

## Цікаві факти
Письменник Й. Бернлеф (справжнє ім'я — Гендрік Ян Марсман), за однією з версій, узяв псевдонім, щоб відрізнятися від поета-однофамільця Гендріка Марсмана.

## Виноски
1. ↑  
Steinz, Pieter (28 січня 2000). Denkend aan Komrij: De Dichter des Vaderlands en Nederlands Favoriete Gedicht. NRC Handelsblad. Архів оригіналу за 22 червня 2010. Процитовано 26 травня 2010.
2. ↑  Berenice (Dutch Steam merchant) - Ships hit by German U-boats during WWII - uboat.net. uboat.net. Архів оригіналу за 21 червня 2021. Процитовано 31 серпня 2021.